# Barbara von Nikomedien

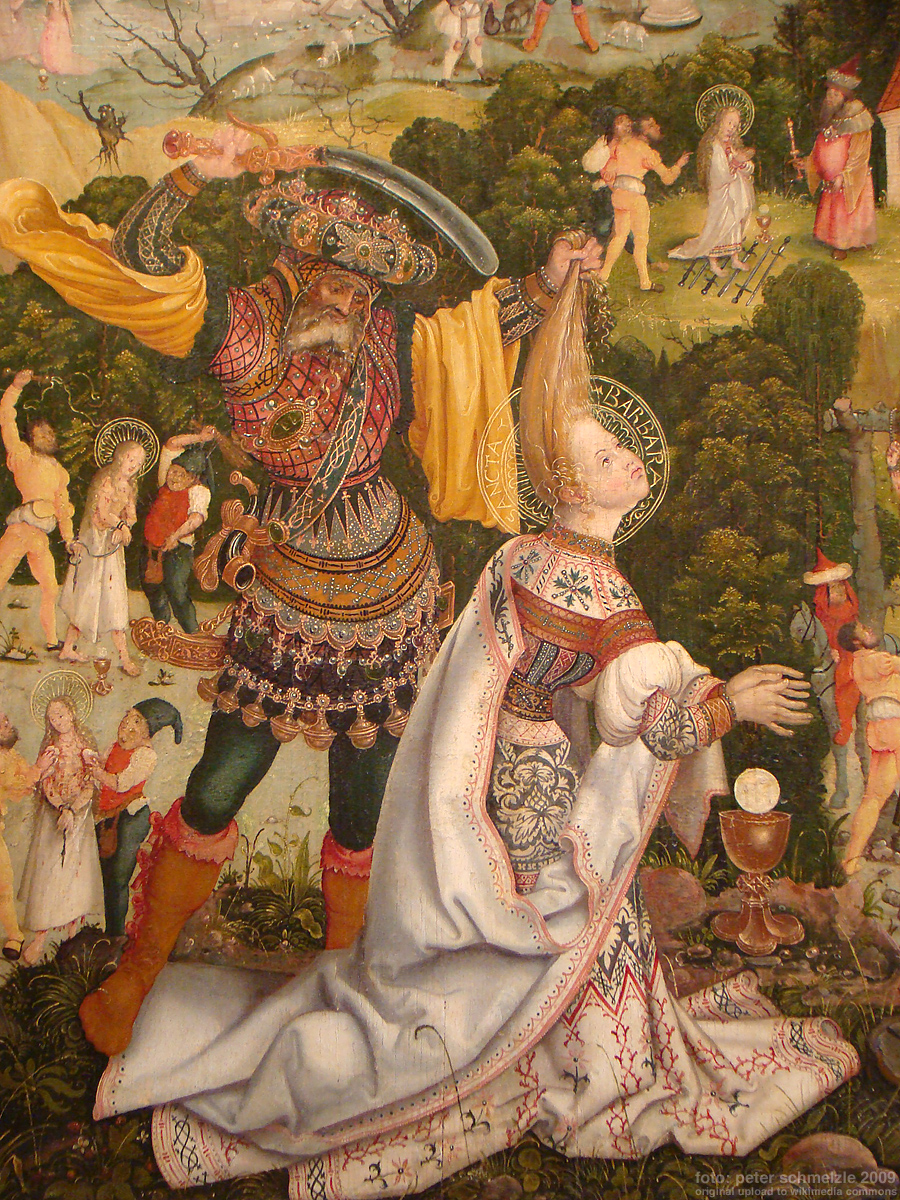
Enthauptung Barbaras durch ihren Vater Dioscuros, Barbara-Altar von Jerg Ratgeb in der Stadtkirche Schwaigern, 1510

Barbara von Nikomedien (von griechisch Βάρβαρα, „die Fremde“) ist eine populäre christliche Heilige. Der Überlieferung zufolge war sie eine christliche Jungfrau, Märtyrerin des 3. Jahrhunderts. Sie wurde demnach von ihrem Vater Dioscuros enthauptet, weil sie sich weigerte, ihren christlichen Glauben und ihre jungfräuliche Hingabe an Gott aufzugeben. Die Überlieferung lokalisiert die Geschehnisse überwiegend im kleinasiatischen Nikomedia (heute İzmit) und ordnet sie der Regierungszeit des Kaisers Maximian zu. Auch Heliopolis (heute Baalbek im Libanon), die Toskana und Rom beanspruchten, der Ort ihres Martyriums zu sein. Für die Spätantike ist keine Verehrung Barbaras bezeugt. Im Spätmittelalter wurde der Barbarakult sehr populär, besonders in Frankreich.
In den orthodoxen Kirchen und der römisch-katholischen Kirche wird Barbara als Heilige verehrt. Auch im evangelischen Namenkalender und im Liturgischen Kalender der alt-katholischen Kirche wird Barbara als Märtyrerin bezeichnet.

## Hagiographische Überlieferung

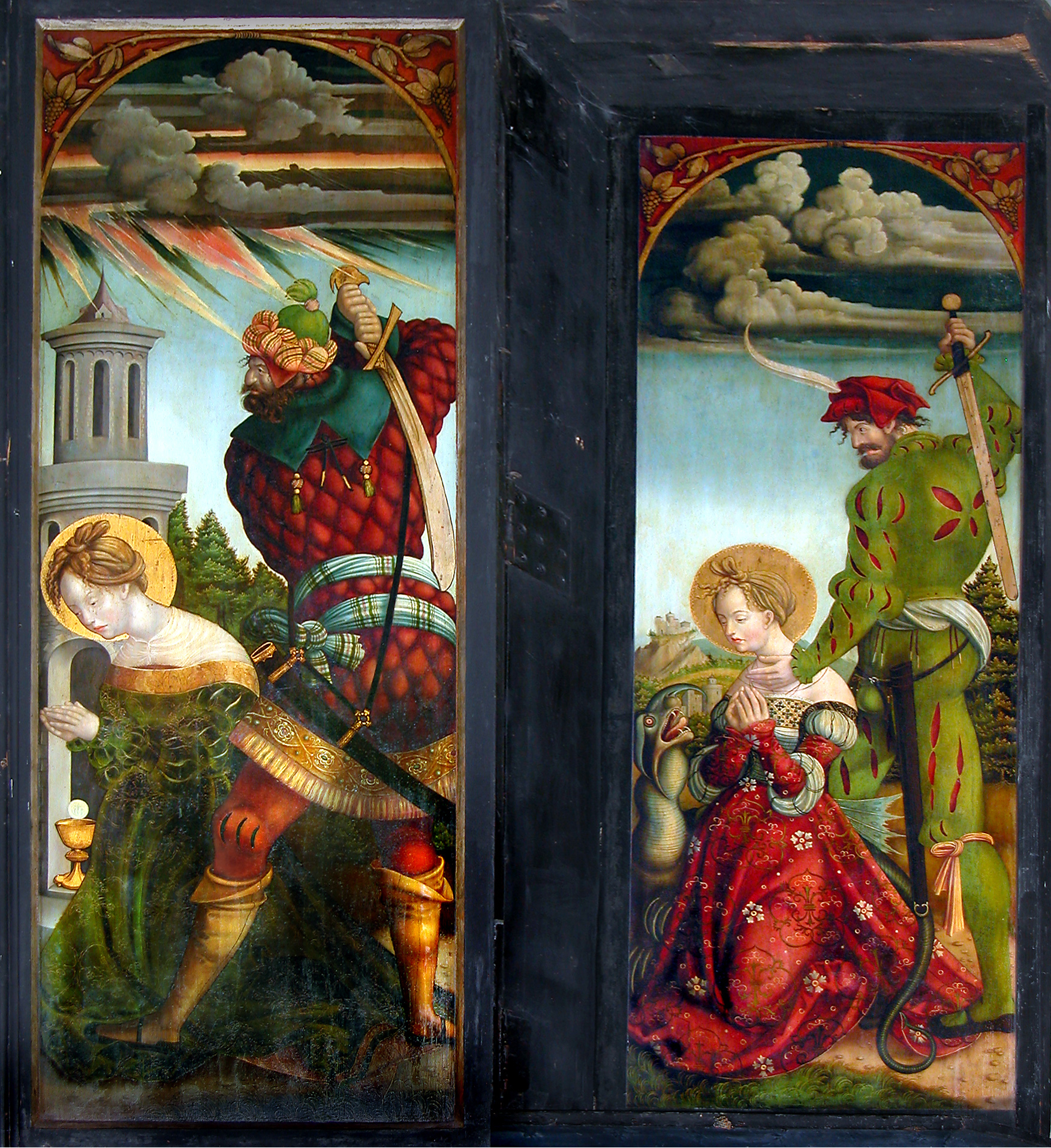
Links Hinrichtung der Barbara von Nikomedien, rechts Margareta von Antiochia: Flügelaltar in St. Nikolai (Oberbobritzsch), 1521

In den ältesten Fassungen der Legenda aurea fehlt die Barbaralegende. Spätere Versionen bringen die Legende der Heiligen in folgender Form: Barbara war eine sehr schöne und kluge junge Frau. Ihr Vater Dioscuros versuchte, sie von der Außenwelt abzuschirmen und sperrte sie in einen dafür gebauten Turm. Viele junge Männer aus Nikomedia hielten um ihre Hand an. Barbara jedoch wies die Verehrer zurück. In Abwesenheit ihres Vaters nahm Barbara den christlichen Glauben an und entschied sich, als Eremitin in einem Badehaus zu wohnen, das ihr Vater erbaut hatte. Dort ließ sie ein drittes Fenster hinzufügen – als Symbol der Dreifaltigkeit. Als ihr Vater von ihrer Bekehrung zum Christentum erfuhr, versuchte er in rasender Wut, seine Tochter zu töten. Auf der Flucht öffnete sich vor Barbara ein Felsen. Ein Hirte verriet sie. Dann wurde sie gefangen genommen und vor einen Richter gebracht, der das Todesurteil aussprach und sie foltern ließ. Dioscuros selbst enthauptete seine Tochter und wurde vom Blitz erschlagen. Hier ist der Anknüpfungspunkt für die Anrufung Barbaras in Gefahr eines plötzlichen Todes, zunächst durch Blitzschlag, dann aber auch im Bergbau und im Militär.

## Verehrung
Der Barbarakult stammt aus dem Byzantinischen Reich und ist dort schon im 7. Jahrhundert bezeugt. In der lateinischen Westkirche wird die heilige Barbara erstmals um 700 in einem Martyrologium erwähnt.
Die Gebeine der Heiligen sollen um 1000 nach Venedig überführt worden sein; sie wurden im Kloster San Giovanni Evangelista auf der Insel Torcello in der Lagune von Venedig verehrt. Eine kleine Reliquie der heiligen Barbara befindet sich in der Wallfahrtskirche St. Hildegard und St. Johannes der Täufer in Eibingen im Rheingau. Diese Reliquie gehört zum Eibinger Reliquienschatz, den Hildegard von Bingen zusammengetragen hat. Eine weitere Reliquie befindet sich seit 1647 im Altar der St.-Antonius-Kirche in Iseringhausen.

### 4. Dezember: „Barbaratag“
In der Liturgie der römisch-katholischen und der griechisch-orthodoxen Kirche ist seit dem 12. Jahrhundert der 4. Dezember der Gedenktag der heiligen Barbara, im Volksmund Barbaratag. In den anderen Ostkirchen, die den julianischen Kalender zugrunde legen, wie zum Beispiel der georgischen oder der russisch-orthodoxen Kirche, wird der Gedenktag am 17. Dezember begangen. Der Gedenktag am 4. Dezember wurde in den evangelischen Namenkalender übernommen.
In den Liturgiereformen des zweiten vatikanischen Konzils (1962–1965) wurde die heilige Barbara aus dem römischen Generalkalender gestrichen, weil ihre Existenz historisch nicht gesichert ist. Wegen der großen Verehrung, die sie im Volk genoss, blieb ihr Gedenktag jedoch in einigen Regionalkalendern erhalten.

## Patronate und Ikonographie

### Schutzpatronin der Bergleute

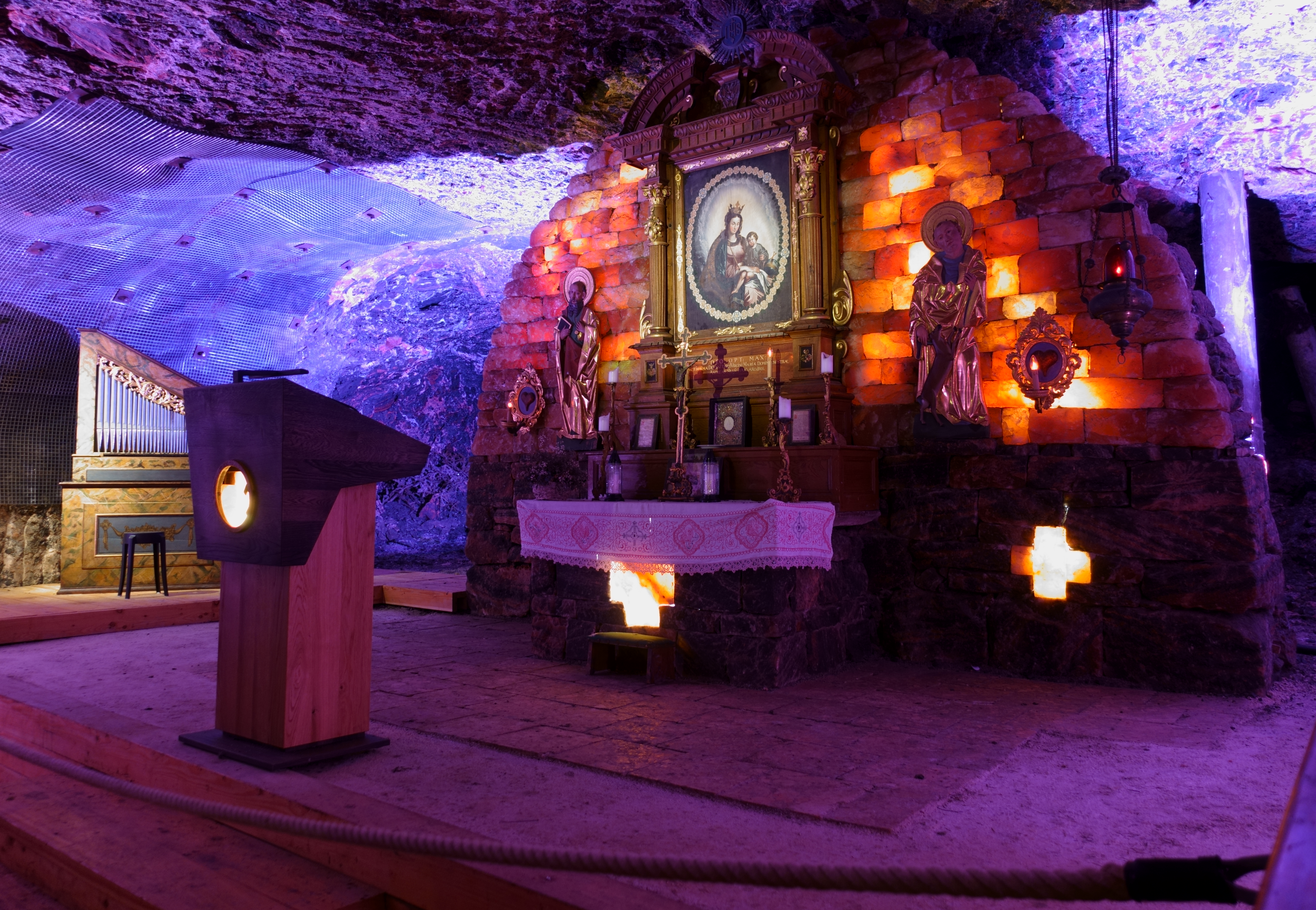
Barbarakapelle im Salzbergwerk Altaussee

Die alten Bergbauregionen Sachsen, Schlesien und Böhmen waren schon im Spätmittelalter von der Barbaraverehrung geprägt. In die Bergbaugebiete der Alpen kam der Barbarakult größtenteils erst in der Gegenreformation. Zwar führt keine deutsche Bergstadt die heilige Barbara im Siegel oder Wappen, aber frühe Zeugen ihrer Verehrung durch Bergleute sind die Barbarakirche in Kuttenberg (1390 geweiht) und die Barbarakapelle in Gossensass am Brenner (1510 geweiht). In der Ordnung des Kaisers Maximilian, die 1515 die arbeitsfreien Tage der Bergleute im Habsburgerreich festlegte („Knappenfeiertage“), wurde Barbara nicht aufgenommen.
In den Zechenhäusern Oberschlesiens fand vor einem Barbara-Bild eine Andacht statt, ehe die Arbeit im Bergwerk begann. Die 1723/24 vom Ortspfarrer gegründete Barbara-Bruderschaft von Tarnowitz hatte Nachfolger in der ganzen oberschlesischen Montanregion. Die Barbaraverehrung steigerte sich, als Sprengarbeiten unter Tage üblich wurden. Sie galt nun als Beschützerin vor Sprengunfällen, im Steinkohlenbergbau auch als Beschützerin vor schlagenden Wettern. Oberschlesisches Brauchtum, besonders verbunden mit der heiligen Barbara, brachten Bergleute in die Steinkohle- und Braunkohlereviere Westdeutschlands mit, in den 1950er Jahren auch gezielt gefördert. Der relativ junge Steinkohlenbergbau hatte im Ruhrgebiet keine eigenen Traditionen, und man erhoffte sich vom Barbara-Brauchtum ein Element, das die heterogene Bevölkerung verbinden könnte. Dazu wurde die heilige Barbara als säkulare Schutzpatronin aller Bergleute interpretiert. Katholische Barbara-Kirchen und Barbara-Heime entstanden vielerorts im Ruhrgebiet der Nachkriegszeit, auch Barbara-Siedlungen (Dinslaken-Hiesfeld, Lohberg bei Hamborn). Dem entspricht die steigende Zahl der Barbara-Apotheken: 1937 trugen im gesamten Deutschen Reich sechs Apotheken ihren Namen, gegenüber 80 Barbara-Apotheken 2013 in der Bundesrepublik Deutschland; die Mehrheit der Barbara-Apotheken steht in den (ehemaligen) Montangebieten an Ruhr und Saar. In vielen Tunneln und Bergwerken unter Tage gibt es Nischen oder Schreine mit Barbaraskulpturen. In den Bergbau- und Steinindustriedörfern der Eifel war es Sitte, dass Bergleute und Steinmetze vor ihrem Bildnis die Grubenlampen als Weiheleuchten anzündeten, dort zählt die „hellig Frau“ zu den volkstümlichsten Heiligen.
Aus den Montangebieten der Alpen ist seit dem 17. und 18. Jahrhundert vielerorts bezeugt, dass der Gottesdienst am Barbaratag als Standesfest der Bergleute begangen wurde; dazu trugen die Mitglieder der Knappschaft ihre Bergmannsuniform, und die Barbarafahne wurde in die Kirche vorangetragen. Ähnliche Festgottesdienste am Barbaratag waren in Oberschlesien in Kirchen beider Konfessionen bis zum Zweiten Weltkrieg üblich; auf die kirchliche Feier folgte ein Festakt, bei dem der verstorbenen Bergleute gedacht wurde und Ehrungen stattfanden. Daran schloss sich ein Fest mit verschiedenen Attraktionen, Freibier und (mancherorts) „Barbarageld“ oder „Barbaragaben“ (z. B. Würste, Semmeln in einem Tuch) an.
In vielen (ehemaligen) Bergbauorten findet am Barbaratag oder am folgenden Sonntag ein bergmännischer Umzug statt. Zu dem Umzug tragen die Bergleute häufig ihre Bergmannsuniform. Der Bergkittel der Bergleute in Schlesien, Österreich und im Ruhrbergbau ist häufig mit 29 Knöpfen verziert, die Barbaras 29 Lebensjahre symbolisieren sollen. Oft sind die obersten drei Knöpfe geöffnet; sie symbolisieren entweder Glaube, Hoffnung und Liebe, die Dreifaltigkeit oder sollen an die dreijährige Kerkerhaft von Barbara erinnern. Die neun Zacken des Pelerinkragens erinnern an die neun Haftjahre im Turm.

### Schutzpatronin der Artillerie

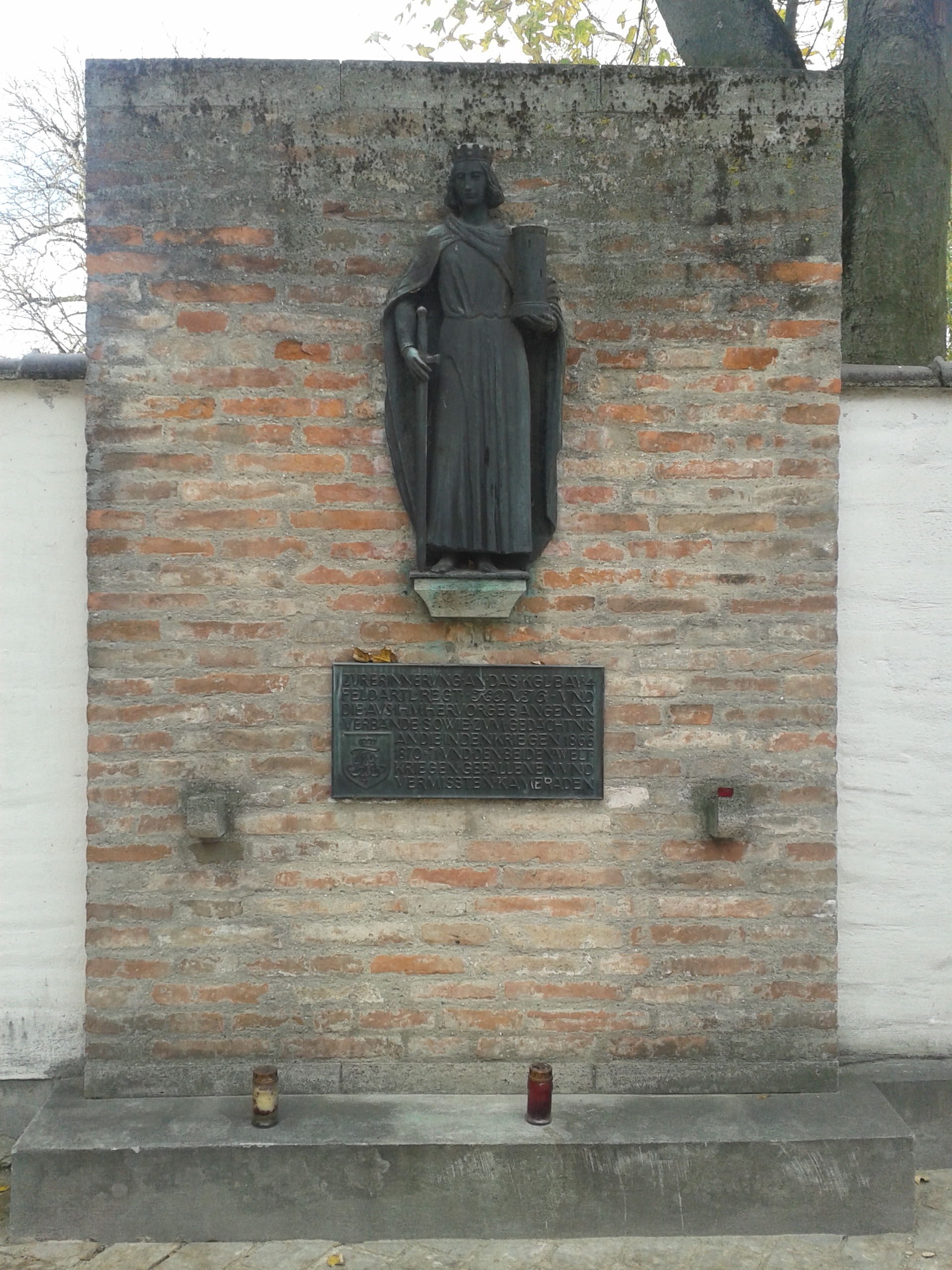
Barbara-Denkmal für das kgl.-bayerische 4. Feldartillerie-Regiment ’König’ in Augsburg.

Die heilige Barbara wird als Schutzpatronin der Artillerie verehrt und mit einer Kanone dargestellt, in der Hoffnung, die Artillerie möge ihre Ziele in derselben Weise treffen, wie der Blitz den Dioscuros traf, oder wegen der Verbindung mit dem plötzlichen Tod. Diese Verehrung kann zudem möglicherweise auf eine Legende aus der Zeit der Maurenkriege in Spanien zurückgeführt werden. Danach konnten die Geschosse der christlichen Belagerer einer heidnischen Stadt an den Gestaden Afrikas deren Mauern nicht durchdringen. Erst die Anrufung der Heiligen durch die Belagerer erreichte, dass das Feuer der zur Verstärkung herbeigeholten Geschütze gleich nach den ersten Schüssen die Mauern zum Einsturz brachte. Die Heiden mussten sich ergeben, viele davon nahmen wegen des Wunders den christlichen Glauben an. Weiter berichtet die Legende, dass die frommen Artilleristen aus Dankbarkeit vor der Heimfahrt in den Pulverkammern ihrer Schiffe das Bildnis der heiligen Barbara anbrachten. Als dann auf dem Rückweg nach Spanien auf einem der Schiffe Feuer ausbrach, erloschen wie durch Wunder die Flammen, als sie sich dem Bild der Schutzheiligen näherten. Die Pulverkammer auf französischen Schiffen wird französisch La Sainte Barbe, auf deutschen Schiffen „Barbette“ (kleine Barbara) genannt. Bis in die Gegenwart finden sich Schreine der heiligen Barbara auf Schiffen und Booten der deutschen Marine, zumeist im Bereich der Batterie.
Die Artilleristen und Pioniere sowie die Feuerwerker, aber meist auch die aus der Artillerie hervorgegangene Heeresflugabwehrtruppe und die Flugabwehrraketentruppe der Luftwaffe, sowie alle Truppengattungen der Kampfmittelbeseitigung und -abwehr begehen am 4. Dezember die Barbarafeier. Dabei wird der Heiligen gedacht, für ihren Schutz vor Schießunfällen gedankt und in das vergangene Jahr in meist humorvoller Weise zurückgeschaut.
In einigen Feuerwehren im Saarland sowie im Rheinland wird ebenfalls der heiligen Barbara gedacht, meist am letzten November-Wochenende. Vor der Feier findet ein Gottesdienst statt, bei dem der im Einsatz gestorbenen Kameraden gedacht wird. Außerdem rufen die Feuerwehrleute die heilige Barbara um ihre Fürsprache an, damit sie immer wieder sicher von Einsätzen nach Hause kommen. Auch beim Sprengdienst der Feuerwehren in Österreich ruft man neben dem heiligen Florian Barbara als Schutzheilige an.

### Attribute

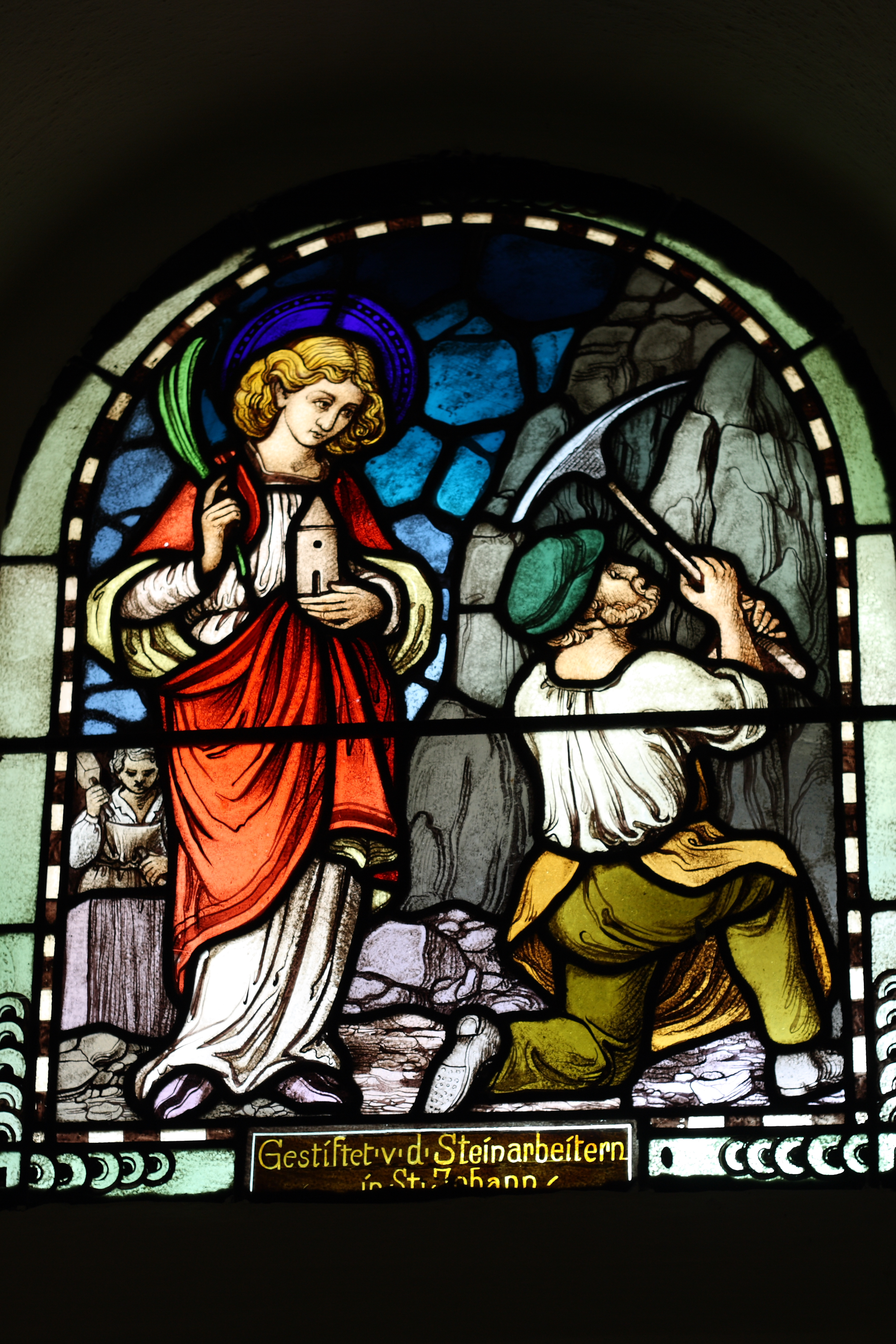
Barbara als Beschützerin der Bergleute in der Kirche St. Johannes Baptist in Sankt Johann (bei Mayen), Glasfenster

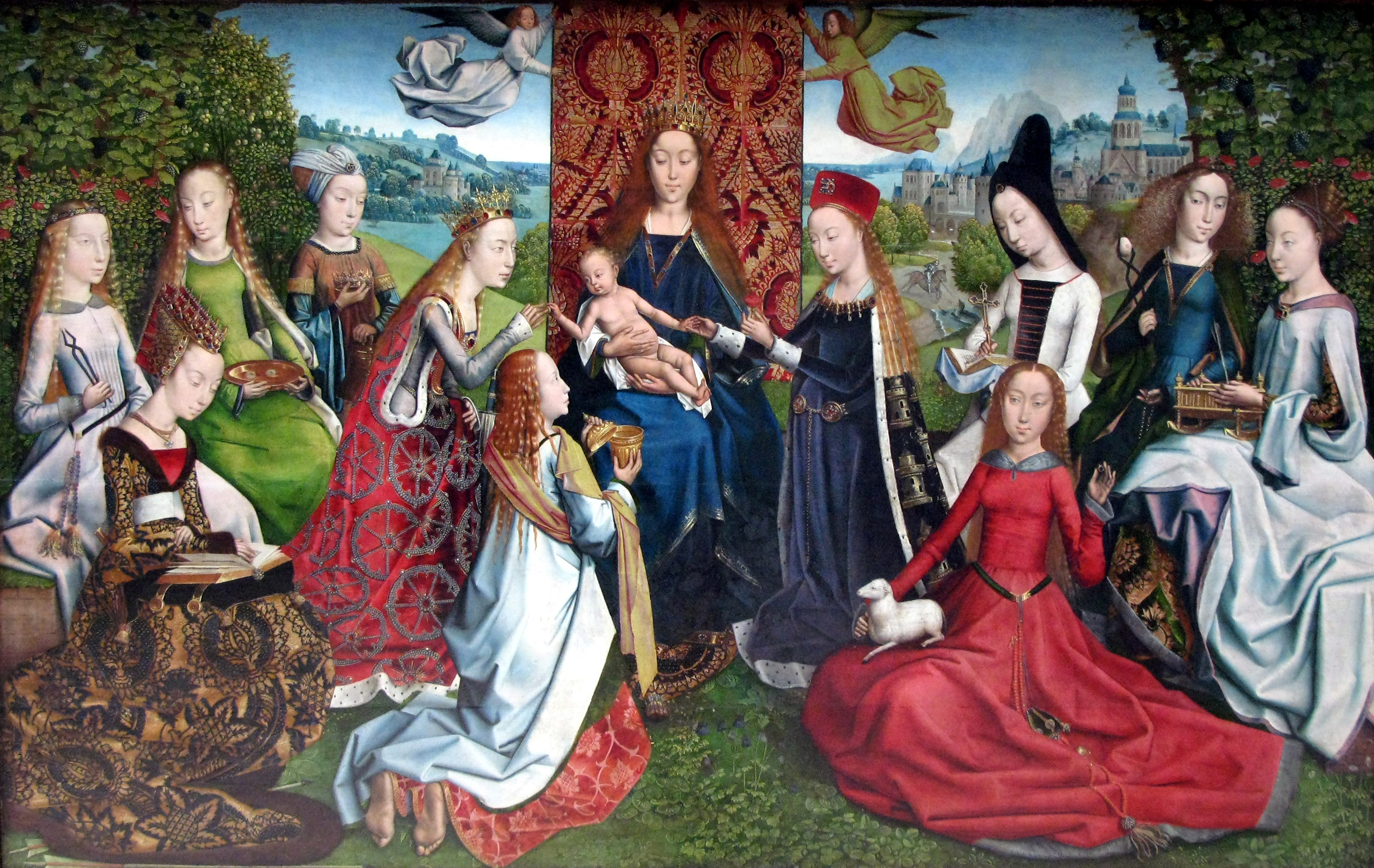
Virgo inter virgines des Meisters der Lucialegende. Die heilige Barbara ist an der Kopfbedeckung der Bergleute, dem Mantel mit den Türmen und der Blüte in der Hand zu erkennen.

Die heilige Barbara zählt zu den Vierzehn Nothelfern, und ihr Verhalten im Angesicht von Verfolgung und Tod gilt als Symbol der Wehr- und Standhaftigkeit im Glauben. Die wichtigsten Attribute der Heiligen sind Turm und Kelch. (Das Kelchmotiv stammt aus einer sekundären Erweiterung der Legende, wonach ein Engel der zum Tode Verurteilten die Sterbesakramente gebracht habe.) Sodann die Folterinstrumente: Hammer, Fackel und Schwert. Jüngere Attribute der Heiligen ergeben sich aus ihrer Verehrung als Patronin der Bergleute sowie der Artillerie: Bergmannswerkzeuge und Kanonenrohre.
Darauf weist ihre Darstellung mit ihrem Attribut, dem Turm, hin, der meist drei Fenster enthält. Deswegen wird sie als Patronin der Türme und der Festungsbauten verehrt. Wegen des von ihr beauftragten Einbaus der Fensteröffnung in den Turm gilt sie als Schutzheilige der Architekten und aller Arten von Bauarbeitern (Maurer, Zimmerleute, Dachdecker und Elektriker) sowie der Glöckner, Türmer und Glockengießer.
Bauern erbitten von ihr Schutz vor plötzlich auftretenden Schrecknissen, wie Blitz, Donner und Feuer. Neben den fehlenden Sterbesakramenten dürfte sich dies auf den Blitz beziehen, von dem Dioscuros getroffen wurde. Daher ist sie eine Schutzheilige der Feuerwehr sowie weiterer Berufe, die diesen Gefahren ausgesetzt sind, selbst Waffen herstellen oder mit Feuer umgehen, darunter Feuerwerker, Goldschmiede, Sprengmeister, Salpetersieder, Büchsenmacher und Waffenschmiede. Deshalb zählt eine Fackel zu ihren Attributen.
Da die Heilige der Legende nach von einem Felsen geschützt wurde, der sich öffnete und sie verbarg, ergab sich eine Verbindung zur „verborgenen unterirdischen Welt des Bergbaues“. Wohl deshalb wählten die Bergleute sie zu ihrer Patronin, ebenso die Hüttenarbeiter, Steinhauer und Geologen.
Wegen der Ähnlichkeit ihres Namens zum lateinischen barba (vgl. Barbarossa) sollen sich Berufe, die Haare oder haarähnliches Material verarbeiten, unter den Schutz von Barbara gestellt haben. Neben Bürstenbindern gilt das für Hutmacher, weswegen Barbara auf manchen Darstellungen einen Turm als Kopfbedeckung trägt, der die hohen Hauben des 15. Jahrhunderts symbolisieren soll. Zu den anderen Berufsständen, denen die heilige Barbara aus oben genannten Gründen als Schutzpatronin dient, gehören zudem Metzger, Köche, Totengräber und Buchhändler. Sie ist auch Patronin der Mädchen, der Sterbenden und der Gefangenen.
Oft wird die heilige Barbara zusammen mit zwei anderen jungfräulichen Märtyrerinnen und Nothelferinnen dargestellt, und zwar mit Katharina von Alexandrien und Margareta von Antiochia. Für die Drei heiligen Madl gibt es – mit Bezug auf ihre ikonographischen Attribute – einen volkstümlichen Merkspruch: Margareta mit dem Wurm, Barbara mit dem Turm, Katharina mit dem Radl, das sind die drei heiligen Madl. Die heilige Barbara, die meist als vornehme Jungfrau abgebildet ist, wird meist mit Märtyrerpalme, Krone und Schwert dargestellt, zuweilen dient auch ein Buch als Attribut. In Raffaels Altarbild der Sixtinischen Madonna wurde die hl. Barbara zusammen mit dem heiligen Papst Sixtus dargestellt, der das Martyrium ebenfalls im 3. Jahrhundert erlitt. Reliquien beider Heiligen wurden in der Kirche San Sisto in Piacenza verehrt, für die das Altarbild geschaffen wurde.
Die heilige Barbara ist die Schutzheilige der Diözese Katowice sowie der Orte Ashton under Hill, Culemborg, Ferrara, Guastalla (mit dem zugehörigen Herzogtum), Heliopolis, Maldegem, Mantua, Roy, Phönizien und Pedena. Zudem wurden Orte nach der Heiligen benannt (St. Barbara, Santa Barbara), darunter die Marktgemeinde Sankt Barbara im Mürztal. Dort befindet sich auch eine der zahlreichen in Europa der heiligen Barbara geweihten Kirchen und Kapellen. Verschiedene Straßen wurden nach ihr benannt, auch im Wappen von Ruda Śląska ist sie dargestellt.

## Brauchtum des Barbaratags

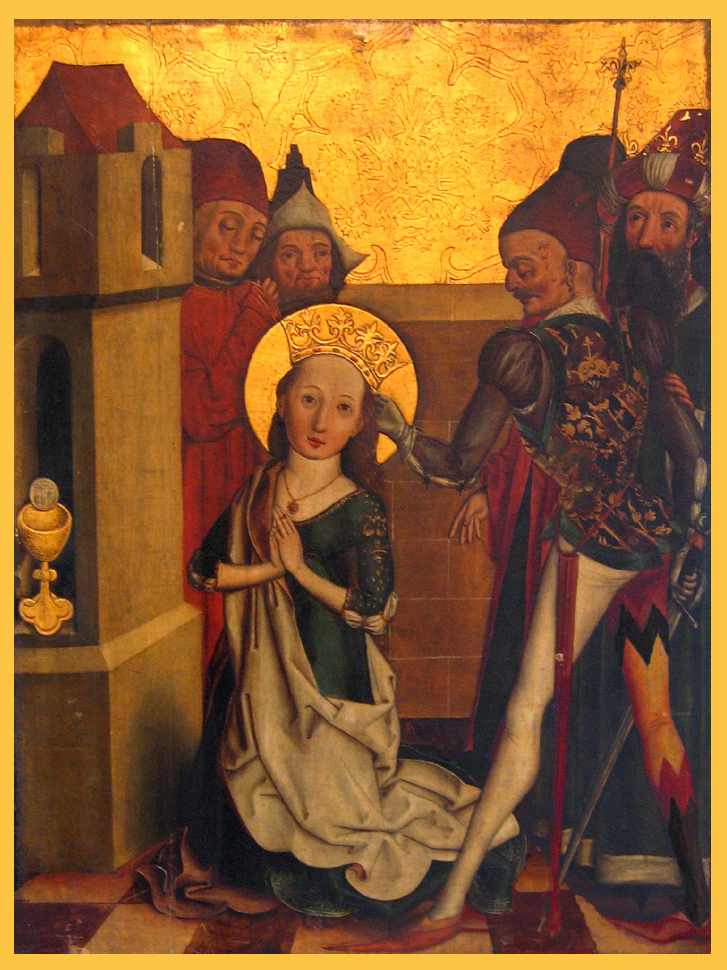
Das Martyrium der heiligen Barbara, Deutsche Malerei, Siebenbürgen, 16. Jahrhundert, Brukenthal Kunstmuseum, Hermannstadt

Das Handwörterbuch des deutschen Aberglaubens erwähnt den Anfang des 20. Jahrhunderts überregional verbreiteten Brauch, am Barbaratag  Kirsch- und andere Obstbaumzweige oder Birkenzweige zu schneiden. Diese Barbarazweige sollen bis zum Heiligen Abend blühen. Der Legende nach soll Barbara auf dem Weg in das Gefängnis mit ihrem Gewand an einem Zweig hängengeblieben sein. Sie stellte den abgebrochenen Zweig in ein Gefäß mit Wasser, und er blühte genau an dem Tag, an dem sie das Martyrium erlitt.
Daneben gibt es den Barbaraweizen, der am Barbaratag auf einem Teller ausgesät wird und bis Weihnachten aufsprießen soll. Dieses „winterliche Grün“ ist als Teller-Saat oder Adonisgärtlein bekannt.
Da der Barbaratag Anfang Dezember am Beginn des Kirchenjahrs steht, ist er mit Bräuchen zur Zukunftsschau verbunden.
Auch in alten Bauernregeln nimmt man auf Barbara Bezug: „An Barbara die Sonne weicht / an Lucia sie sich wieder zeigt.“
In mehreren Regionen gibt es den Brauch, am Barbaratag Kinder zu beschenken. Im Rheinland wurde bzw. wird er ähnlich dem folgenden Nikolaustag begangen. Beim alten Brauch des Bärbeletreibens oder „Bärbelespringens“ im Oberallgäu ziehen am Barbaratag als „alte Weiber“ verkleidete Frauen mit ihren Weidenruten durch die Straßen, um Rutenhiebe zu verteilen und Kinder mit Äpfeln und Nüssen zu beschenken.
Artillerie-Einheiten der Bundeswehr tragen am Barbaratag meist etwas Rotes (häufig ein Halstuch) zur Uniform. Die Details unterscheiden sich von Einheit zu Einheit, die Abweichungen von der Kleiderordnung werden aber geduldet.

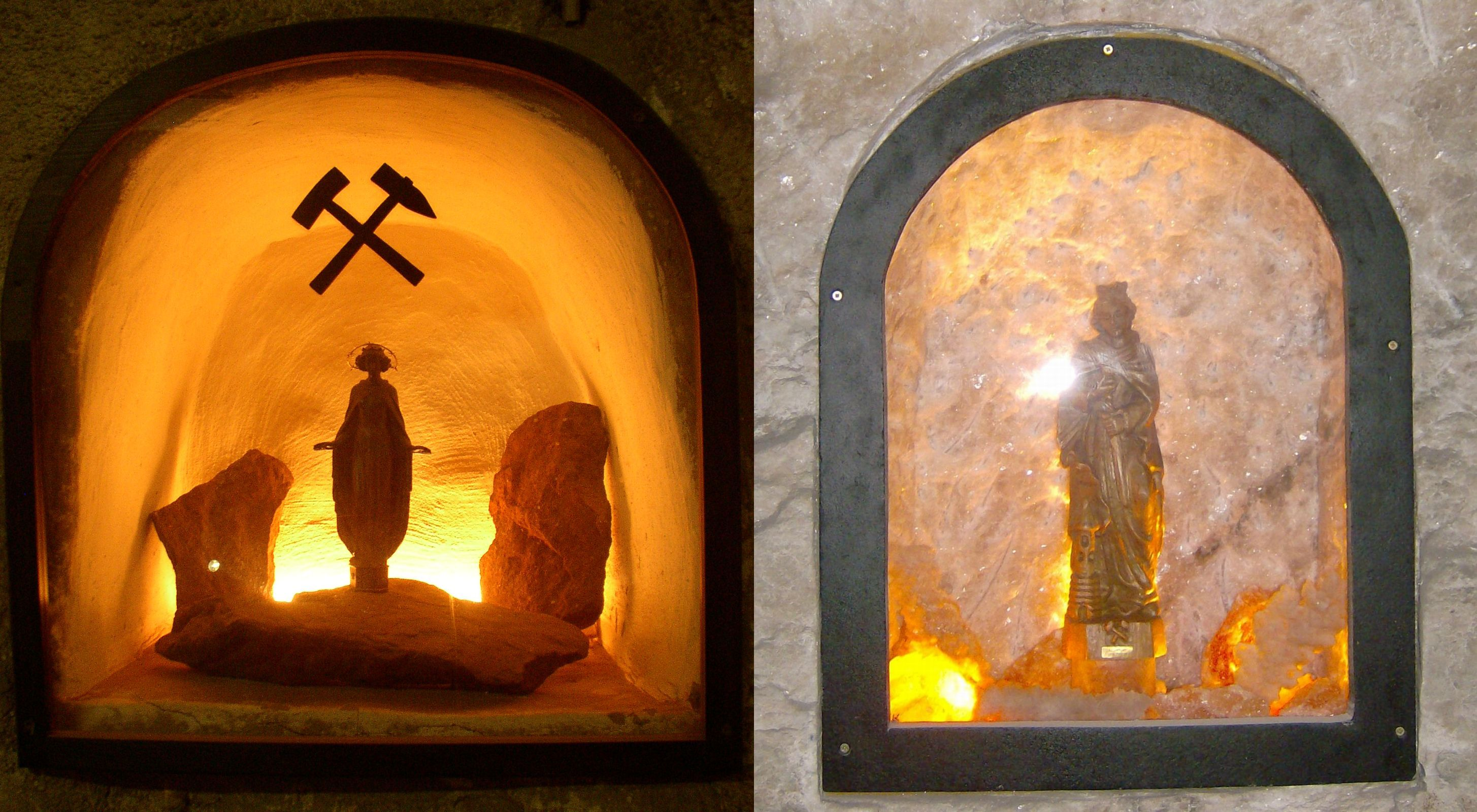
Barbaraschreine im Eisenerzbergwerk Schacht Konrad (links) und im Salzbergwerk Asse II (rechts).

Wien: ehemalige Barbara-Kapelle in Form eines Tunnelportals, errichtet 1898 an der Vorortelinie der Wiener Stadtbahn

## Musik
In der katholischen Pfarrei St. Barbara in Mülheim an der Ruhr entstand im Jahre 2014 auf die Initiative des Kuratoriums Barbaramahl im Bistum Essen das etwa 60-minütige Barbara-Oratorium. Das aus vier Akten und neun Szenen bestehende Werk schrieb der Mülheimer Pfarrer Manfred von Schwartzenberg, die Musik stammt von dem Kirchenmusiker Burkard Maria Kölsch. Die Uraufführung fand am 28. November 2014 in der Barbarakirche statt.

### Heiligenlegende (Passio)
- Jacques-Paul Migne (Hrsg.): Patrologia Graeca. Band 116. Paris 1864, Sp. 301–316; Digitalisat in der Google-Buchsuche.

### Monographien
- Reinhard Abeln: Die heilige Barbara. Leben – Legenden – Bedeutung. Topos, Kevelaer 2011, ISBN 978-3-8367-0768-8.
- Elisabeth W. Caprio: The woman sealed in the tower … being a view of feminine spirituality as revealed by the legend of Saint Barbara. Paulist Press, New York 1982, ISBN 0-8091-2486-6.
- Helmut Eberhart: Hl. Barbara, Legende, Darstellung und Tradition einer populären Heiligen. Sammler, Graz 1988, ISBN 3-85365-070-8.
- Gerhard Heilfurth: Barbara als Berufspatronin des Bergbaues. In: Zeitschrift für Volkskunde. 53, 1956/57, S. 1–64; digi-hub.de.
- Rolfroderich Nemitz, Dieter Thierse: St. Barbara. Weg einer Heiligen durch die Zeit. Glückauf, Essen 1996, ISBN 3-7739-0639-0.
- Kirsten Wolf: The old Norse-Icelandic legend of Saint Barbara. Pontifical Institut of Medieval Studies, Toronto 2000, ISBN 0-88844-134-7.

### Lexikonartikel und Beiträge zu Barbara

Barbara auf dem Ortswappen von Forst

- Erich Wimmer: Barbara, hl. In: Walter Kasper (Hrsg.): Lexikon für Theologie und Kirche. 3. Auflage. Band 1. Herder, Freiburg im Breisgau 1993, Sp. 1401–1402.
- Friedrich Wilhelm Bautz: Barbara. In: Biographisch-Bibliographisches Kirchenlexikon (BBKL). Band 1, Bautz, Hamm 1975. 2., unveränderte Auflage. Hamm 1990, ISBN 3-88309-013-1, Sp. 364–365 (Artikel/Artikelanfang im Internet-Archive am 2007-06-13).
- Barbara, S. [1]. In: Johann E. Stadler, Franz Joseph Heim, Johann N. Ginal (Hrsg.): Vollständiges Heiligen-Lexikon … Band 1: A–D. Herder, Freiburg im Breisgau 1858, S. 380–383 (Digitalisat. zeno.org).
- Johann Peter Kirsch: St. Barbara. In: Catholic Encyclopedia, Band  2, Robert Appleton Company, New York 1907.
- Anselm Grün: Die heilige Barbara. Von Erwartungen anderer frei werden. In: Ders.: Wunden zu Perlen verwandeln. Die 14 Nothelfer als Ikonen der Heilung. 4., überarbeitete und aktualisierte Auflage. Vier-Türme-Verlag, Münsterschwarzach 2004, ISBN 3-87868-290-5, S. 69–74.
- Erna und Hans Melchers: Das große Buch der Heiligen, Geschichte und Legende im Jahreslauf. 4. Auflage. Südwest Verlag, München 1980, ISBN 3-517-00617-3, S. 783 f.

### Die heilige Barbara in der Kunst
- Delia Bösch, Thomas Mayer: Glück auf! Der immerwährende Barbarakalender. Mit zwölf Darstellungen der heiligen Barbara aus dem Kunstschacht Zollverein.  Klartext Verlag, Essen 2010, ISBN 978-3-8375-0329-6.